# Harpiinae
Harpiinae — підродина хижих птахів, яка складається з великих ширококрилих видів, що походять із тропічних лісів. У підродині є 4 роди, всі монотипні.
Наведена нижче кладограма Harpiinae базується на молекулярно-філогенетичному дослідженні Accipitridae Терезою Катанах та її колегами, опублікованому в 2024 році.

|  | Macheiramphus (Африка, п-ів Малайзія, Малайський архіпелаг)                                                         |
|  | |
|  | \| \| Morphnus (Південна й Центральна Америка) \| \| \| \| \| \| Harpia (Південна й Центральна Америка) \| \| \| \| |
|  | |
|  | Morphnus (Південна й Центральна Америка)                                                                            |
|  | |
|  | Harpia (Південна й Центральна Америка)                                                                              |
|  | |

|  | Morphnus (Південна й Центральна Америка) |
|  |                                          |
|  | Harpia (Південна й Центральна Америка)   |
|  |                                          |

|  | Macheiramphus (Африка, п-ів Малайзія, Малайський архіпелаг)                                                         |
|  | |
|  | \| \| Morphnus (Південна й Центральна Америка) \| \| \| \| \| \| Harpia (Південна й Центральна Америка) \| \| \| \| |
|  | |
|  | Morphnus (Південна й Центральна Америка)                                                                            |
|  | |
|  | Harpia (Південна й Центральна Америка)                                                                              |
|  | |

|  | Morphnus (Південна й Центральна Америка) |
|  |                                          |
|  | Harpia (Південна й Центральна Америка)   |
|  |                                          |